# 7525 Kiyohira
7525 Kiyohira eller 1992 YE är en asteroid i huvudbältet som upptäcktes den 18 december 1992 av de båda japanska astronomerna Takeshi Urata och Akira Natori vid JCPM Yakiimo Station. Den är uppkallad efter Kiyohira Fujiwara.
Asteroiden har en diameter på ungefär 3 kilometer.